# Collège de défense de l'OTAN
Le Collège de défense de l'OTAN (quelquefois appelé Collège NATO, du nom anglais  NATO Defence College) est une école pour officiers supérieurs de l'OTAN. Il est situé à Cecchignola, dans Rome en Italie.

## Histoire
Il a été créé en 1951 à l'initiative du général Dwight D. Eisenhower, le premier commandant allié en Europe. Il est installé alors à l'École militaire à Paris (France). Il y restera jusqu'en 1966 où après le retrait de la France du commandement intégré de l'OTAN, il s'installe Viale della Civilta del Lavoro dans Rome. En 1999, il déménage dans un nouveau bâtiment deux fois plus grand, dans la Cecchignola Città Militare, une zone militaire à 2 km de l'ancien site.

## Organisation
Le commandant du collège est un officier avec le grade de lieutenant général (depuis juillet 2020, le général de corps d'armée Olivier Rittimann, France) et est secondé par un officier avec le grade de Major général et civil. L'équipe enseignante est composée d'une trentaine de conférenciers, de huit conseillers pédagogiques (civils et militaires) pilotant chacun un groupe de 7 à 8 étudiants.
Les Senior Courses, les cours les plus importants du collège, durent 5 mois et demi et ont lieu deux fois par an. 15 semaines sont passées au collège, le reste du temps étant consacré à des visites et à un exercice de gestion de crise de 2 / 3 jours.
Les officiers de l'OTAN qui suivent ces cours ont habituellement le grade de colonel (ou responsabilités équivalentes pour les civils), quelques-uns sont lieutenant-colonels. Environ une centaine de personnes suivent les cours chaque année (25 % de civils).
Le collège organise aussi un enseignement à destination d'officiers généraux ou équivalent civil.